# Rózia Robota
Rózia Robota, även Roza Robota, född 1921 i Ciechanów, död 6 januari 1945 i Auschwitz-Birkenau, var en polsk motståndskvinna. Hon ledde ett Sonderkommando-uppror i Auschwitz-Birkenau den 7 oktober 1944.

## Biografi
Rózia Robota var medlem av den sionist-socialistiska ungdomsorganisationen Hashomer Hatzair. År 1942 deporterades hon från Ciechanóws getto till Auschwitz. I oktober 1944 deltog Robota och tre andra kvinnor – Ala Gertner, Ester Wajcblum och Regina Safirsztajn – i ett uppror vid vilket bland annat krematorium IV förstördes.
Upprorsförsöket kvästes snabbt av SS-vakter. Lägeradministrationen företog en noggrann undersökning och kunde binda Robota till revolten; även Gertner, Wajcblum och Safirsztajn kunde knytas till de sammansvurna. De fyra förhördes och torterades i flera veckor. I början av januari 1945 hängdes Robota, Gertner, Wajcblum och Safirsztajn offentligt i lägret.